# Sindicatul polițiștilor idiș
Yiddish Policemen’s Union - Sindicatul polițiștilor idiș este un roman din 2007 al autorului american Michael Chabon. Romanul este o poveste cu detectivi care are loc într-o istorie alternativă din zilele noastre, bazată pe premisa că, în timpul celui de-al doilea război mondial, a fost instituită o așezare temporară pentru refugiați evrei la Sitka, Alaska, în 1941, și că statul efemer Israel a fost distrus în 1948. Romanul este stabilit în Sitka, care este înfățișat ca o metropolă mare, vorbitoare de idiș. 
Sindicatul polițiștilor idiș a câștigat o serie de premii science fiction: Premiul Nebula pentru cel mai bun roman, Premiul Locus pentru cel mai bun roman SF, Premiul Hugo pentru cel mai bun roman și Premiul Sidewise pentru istorie alternativă pentru cel mai bun roman. Acesta a fost preselecționat pentru Premiul Asociației Britanice de Science Fiction pentru cel mai bun roman și Premiul Edgar Allan Poe pentru cel mai bun roman.

## Cadru
Sindicatul polițiștilor idiș are loc într-o versiune de istorie alternativă din zilele noastre. Premisa este că, contrar istoriei reale, Statele Unite au votat punerea în aplicare a Raportului Slattery din 1940, care a recomandat furnizarea de terenuri în Alaska pentru soluționarea temporară a refugiaților evrei europeni persecutați de naziști în timpul celui de-al doilea război mondial. Punctul de divergență al romanului față de istoria reală este dezvăluit în primele capitole ca fiind moartea lui Anthony Dimond, delegatul teritoriului Alaska la Congresul SUA, într-un accident de mașină; Dimond a fost unul dintre congresmenii responsabili pentru împiedicarea votului asupra raportului. Autorul își imaginează crearea unei așezări evreiești temporare independente pe coasta Alaskăi. Drept urmare, doar două milioane de evrei sunt uciși în Holocaust în loc de șase milioane (ca în lumea reală). 
Locul este Sitka, Alaska, care a devenit o metropolă extinsă în centrul așezării evreiești din Alaska. Unul dintre reperele orașului este „Pinul de siguranță”, o clădire înaltă ridicată pentru Târgul Mondial din 1977, organizat la Sitka și o sursă de mândrie pentru locuitorii săi. Teritoriile de peste graniță sunt populate în primul rând de nativii  Tlingit din Alaska și a existat un istoric de conflicte între evrei și Tlingit, dar și de contact intermediar și intercultural; unul dintre personajele romanului, Berko Shemets, este pe jumătate evreu, pe jumătate Tlingit. Statutul Sitka ca district federal (teritoriu al SUA) a fost acordat doar pentru șaizeci de ani, iar romanul este stabilit la sfârșitul acestei perioade. Președintele Statelor Unite este un creștin evanghelic și sionist creștin care promite să readucă Sitka în statul Alaska. 
În roman, Statul Israel este fondat în 1948, dar este distrus după doar trei luni într-o versiune alternativă a războiului arabo-israelian. Fără Israel, Palestina este descrisă ca un mozaic al grupărilor naționaliste religioase și seculare care sunt blocate în conflicte fără sfârșit; Ierusalimul este descris ca „un oraș de sânge și sloganuri pictate pe pereți, cu capete tăiate pe stâlpii de telefon”. Președintele Statelor Unite crede într-o „sancțiune divină“ pentru neo-sionism, o mișcare care cere evreilor să revendice Israelul încă o dată. 
Chabon descrie restul istoriei lumii doar eliptic, dar sugerează schimbări enorme. Germania strivește Uniunea Sovietică în 1942 și al doilea război mondial continuă până în 1946, când Berlinul este distrus cu arme nucleare. Chabon se referă la un „stat liber polonez” existent în 1950 și descrie unele personaje drept veterani ale unui lung „război cubanez” în anii ’60. Președintele John F. Kennedy nu a fost asasinat și s-a căsătorit cu Marilyn Monroe, iar Orson Welles a reușit să facă filmul său „ Heart of Darkness”. Descriind lumea modernă, Chabon se referă la o „a treia republică rusă” și la o Manciuria independentă care are propriul său program spațial. 

## Rezumat
Cartea începe cu Meyer Landsman, un detectiv alcoolic de la omucideri din departamentul de poliție Sitka, care examinează uciderea unui bărbat din hotelul în care locuiește Landsman. Lângă cadavru se află o tablă de șah deschisă din carton cu un joc neterminat pus pe el. Landsman își sună partenerul său, jumătate Tlingit, jumătate evreu, Berko Shemets, pentru a-l ajuta să investigheze mai departe. După ce au depus un raport despre crimă la sediul poliției, Landsman și Berko descoperă că fosta soție a lui Landsman, Bina, a fost promovată în funcția de comandant al unității lor. 
Landsman și Berko descoperă că victima a fost Mendel Shpilman, fiul rabinului Verbover, cel mai puternic șef din Sitka al crimei organizate. Mulți evrei au crezut că Mendel este Tzadik ha-Dor, potențialul Mesia, născut o dată în fiecare generație. 
Pe măsură ce Meyer continuă să investigheze uciderea lui Mendel, el descoperă că presupusul "ales" a făcut un zbor de avion cu Naomi, sora decedată a lui Landsman. El urmează urmele lui Naomi către un misterios ansamblu de clădiri cu un scop necunoscut, amenajate pe teritoriul Tlingit de către evrei. Landsman zboară acolo pentru a investiga; este dat afară și aruncat într-o celulă, ai cărei pereți au graffiti cu scrierea de mână a lui Naomi. 
Landsman gol și rănit este curând salvat de un șef de poliție din Tlingit, Willie Dick, care îl duce la  Berko. Află că misteriosul complex este operat de un grup paramilitar care vrea să construiască un nou Templu în Ierusalim după distrugerea Cupolei Stâncii, în speranța de a grăbi nașterea lui Mesia. Un guvern american sionist creștin evanghelic susține grupul. 
Pe măsură ce Landsman și Berko investighează, Știrile raportează că Domul este bombardat. Agenții americani îi prind pe detectivi și le oferă permisiunea de a rămâne în Sitka, dacă acceptă să tacă în legătură cu complotul pe care l-au descoperit. Landsman spune că va păstra tăcerea și este eliberat. Landsman se reîntâlnește cu Bina, frustrată de eșecul său în cazul Shpilman. Amintindu-și de tabla de șah, el își dă seama brusc că nu este un joc neterminat: văzuse aceeași poziție din perspectiva celuilalt jucător -tatăl lui Berko, în casa lui Hertz Shemets. Landsman și Bina îl urmăresc pe Hertz, iar acesta mărturisește că l-a ucis pe Mendel la cererea lui Mendel, în speranța de a distruge planurile guvernului de a-l aduce pe Mesia. Landsman îl contactează pe jurnalistul american Brennan afirmând că „are o poveste pentru el”. Cititorului îi este lăsată o impresie ambiguă dacă Landsman intenționează să expună implicarea lui Hertz în crima lui Shpilman sau în conspirația mesianică complexă. 

## Adaptări propuse

### Adaptare pentru film - anulată
Producătorul Scott Rudin a achiziționat drepturile filmului The Yiddish Policemen's Union în 2002, pe baza unei propuneri de o pagină și jumătate.   În februarie 2008, Rudin a declarat pentru The Guardian că o adaptare a filmului The Yiddish Policemen's Union se afla în preproducție, urmând să fie scrisă și regizată de frații Coen. Frații Coen aveau să înceapă să lucreze la adaptarea pentru Columbia Pictures după ce ar fi finalizat filmările la A Serious Man. Chabon a afirmat că frații Coen sunt „printre [cei] preferați de el care se află în viață [. . . ] Mai mult, cred că sunt perfect potriviți acestui material în orice fel, de la genul (genurile) la tonul său și până la conținutul său. " 
Cu toate acestea, în toamna anului 2012, Chabon a declarat revistei Mother Jones că „frații Coen au scris o schiță a scenariului și apoi păreau să se apuce de altceva” și că drepturile filmului „mi-au revenit”. 

### Serial TV
În ianuarie 2019, CBS Television Studios, PatMa Productions și Keshet Studios au achiziționat scenariul de la Chabon și soția sa Ayelet Waldman pentru un serial pe rețele premium de cablu și streaming. 

## Vezi și
- Propuneri pentru un stat evreiesc#Propuneri pentru un al doilea stat evreiesc
- Organizația teritorială evreiască